# مری باورز (کشتی)
مری باورز (کشتی) (به انگلیسی: Mary Bowers (ship)) یک کشتی بود که طول آن 226' بود. این کشتی در سال ۱۸۶۴ ساخته شد.